# Willem van Haren (1655-1728)
Willem van Haren (Heerenveen, 6 januari 1655 – Sint Annaparochie, 18 september 1728) was een Nederlands bestuurder. 

## Biografie
Van Haren was een zoon van Ernst van Haren, grietman van Weststellingwerf, en Catharina van Oenema. Hij bracht zijn kinderjaren door op Oenemastate. Van Haren was achtereenvolgens grietman van Doniawerstal (1679-1688), Weststellingwerf (1688-1711) en Het Bildt (1718-1723). Nadien was hij van 1723 tot 1728 substituut-grietman van het Bildt.
Het Museum Heerenveen heette eerder naar hem Museum Willem van Haren tot het in 2015 hernoemd werd.

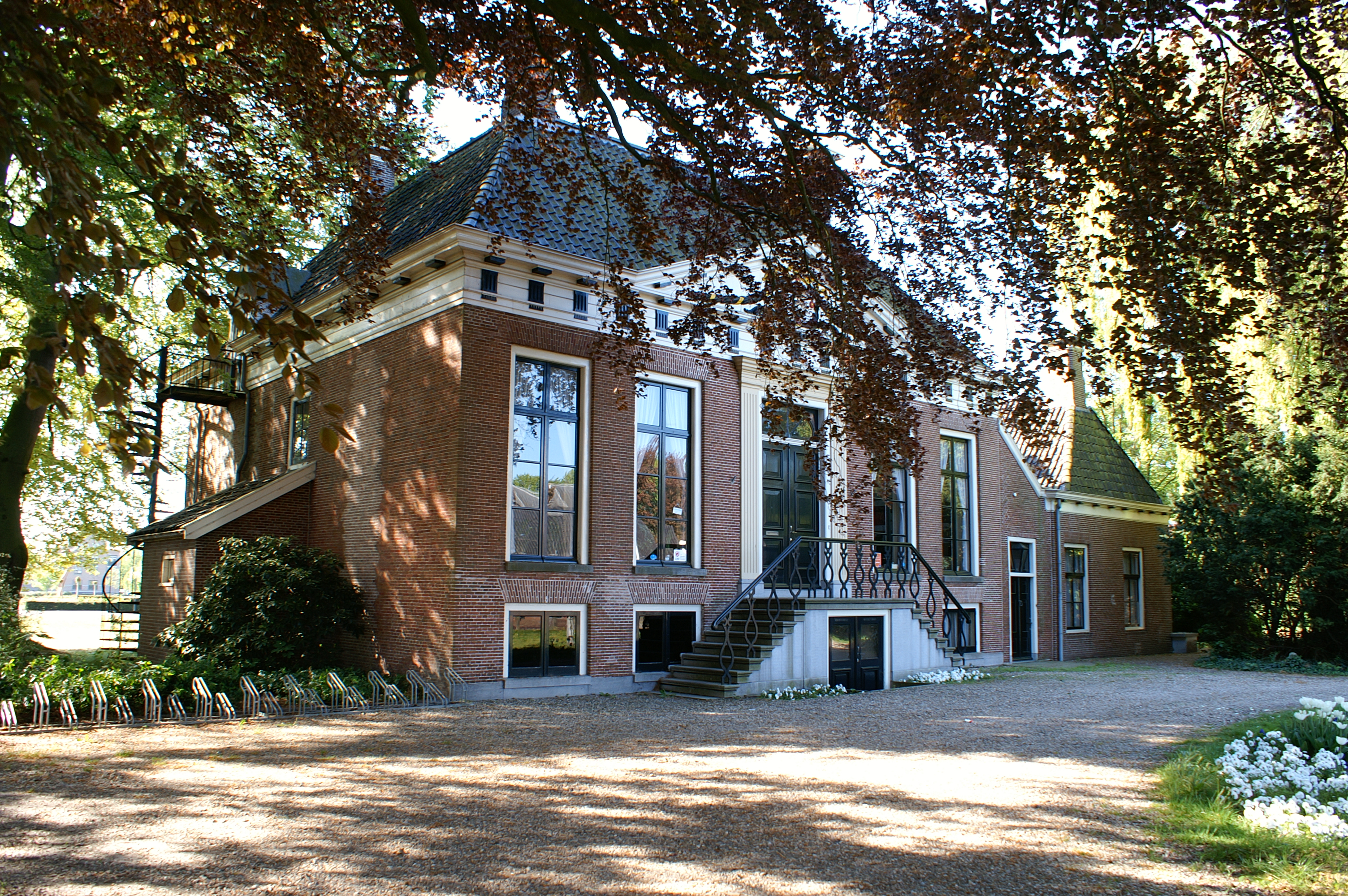
Huize Lindenoord in Wolvega waar Van Haren woonde als grietman van Weststellingwerf.
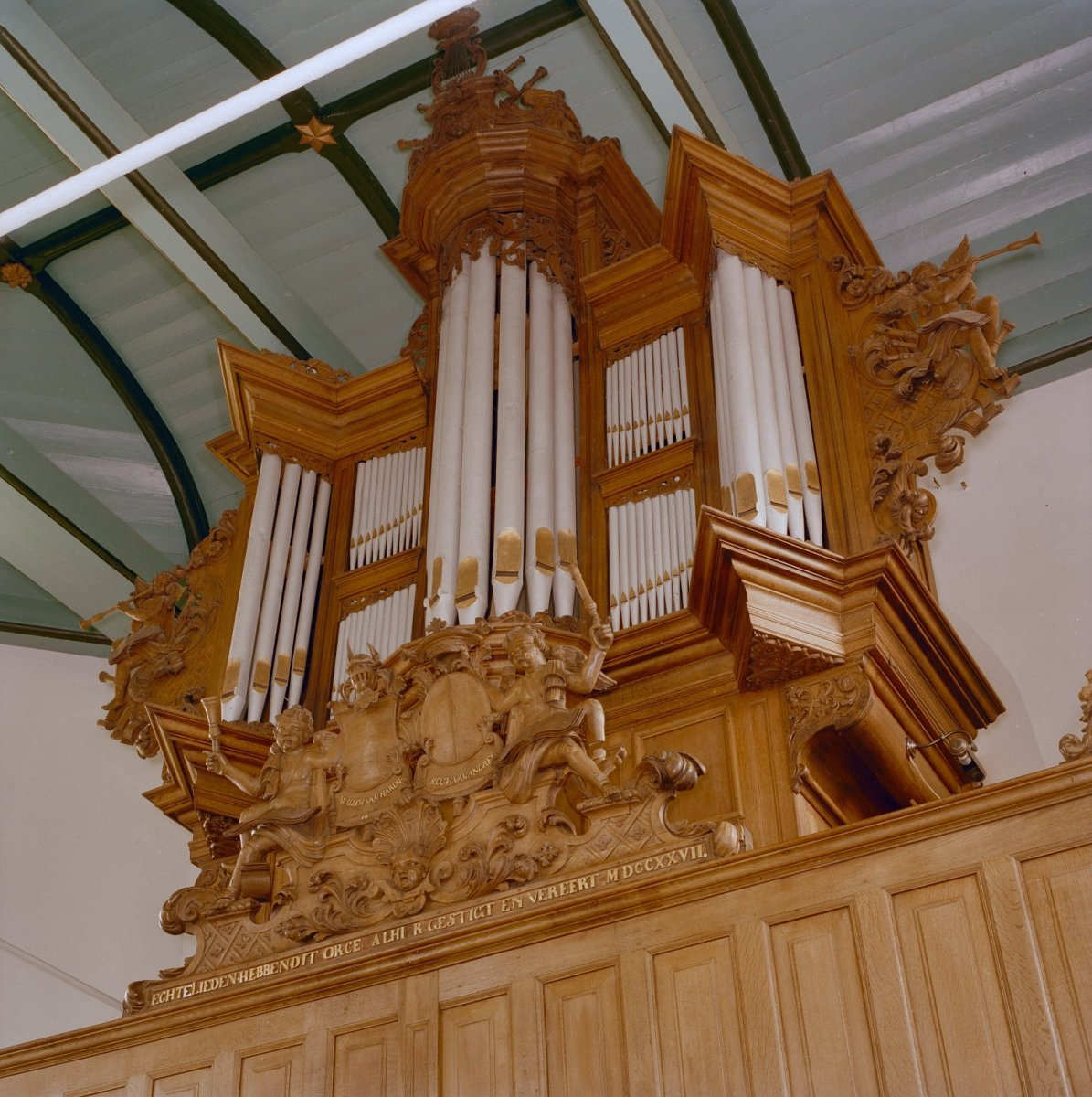
Het orgel van de Van Harenskerk in Sint Annaparochie, geschonken door Van Haren.
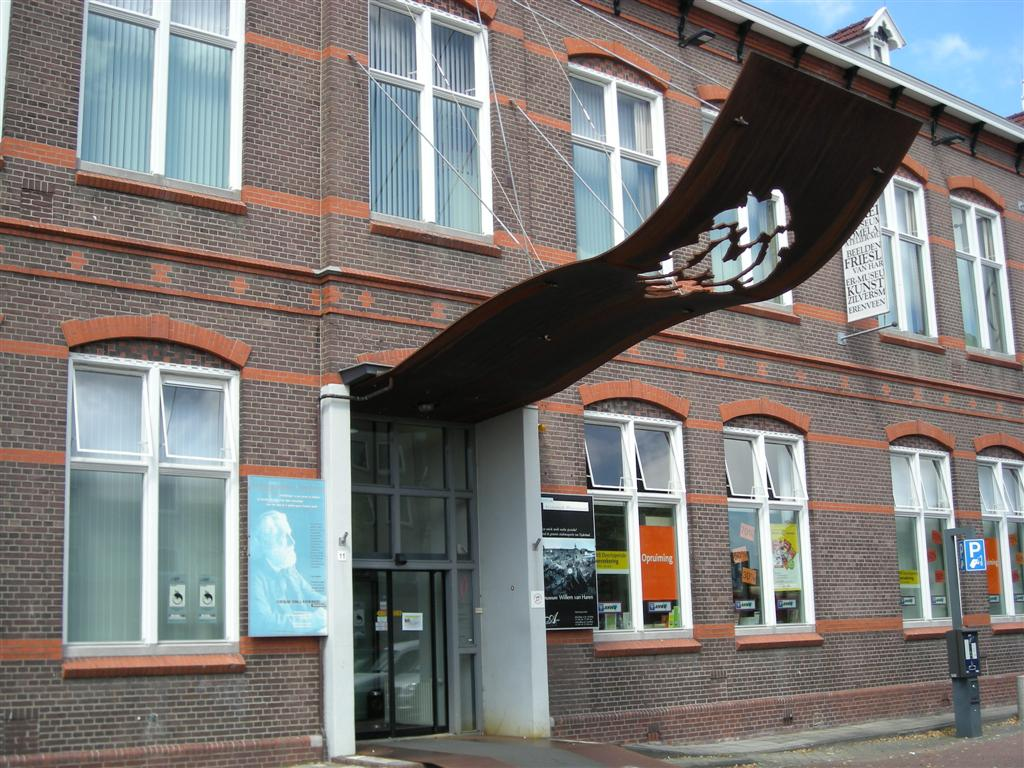
Museum Heerenveen, voorheen Museum Willem van Haren.

## Huwelijken en kinderen
Van Haren trouwde op 7 januari 1683 te Heerenveen met Frouck van Burmania (1660-1702), dochter van Duco Martena van Burmania, grietman van Wymbritseradeel, en Edwerda van Juckema. Het echtpaar kreeg onder meer de volgende kinderen:
- Adam Ernst van Haren (1683–1717), grietman van het Bildt. Van Haren was getrouwd met Amalia Henriëtte Wilhelmina du Tour. Hun kinderen waren:
  - Willem van Haren (1710-1768), jonkheer, dichter, politicus, diplomaat en criticus
  - Onno Zwier van Haren (1713-1779), jonkheer, dichter, (toneel)schrijver en politicus
- Catharina van Haren (1687-1771), trouwde met Johannes van Grovestins, ritmeester en kamerheer van Maria Louise van Hessen-Kassel.
- Elisabeth Titia van Haren (1694-1728), trouwde met Hendrik Casimir van Plettenberg.

Na het overlijden van Frouck van Burmania, hertrouwde Van Haren op 10 juni 1708 te Wolvega met Rixt van Andreae (1655-1735), weduwe van jonker Casper Tiddinga.